# 1. Nefi

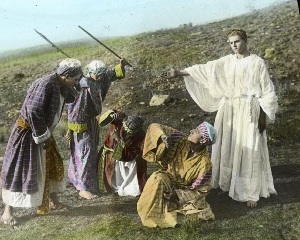
Nefi a jeho bratři – hlavní protagonisté knihy 1. Nefi

1. Nefi je název prvního oddílu v Knize Mormonově, americkém náboženském díle, které roku 1830 vydal Joseph Smith. Její děj se má odehrávat mezi lety 600 př. n. l.–570 př. n. l. Za autora je tradičně považován prorok Nefi. Autorem však může být také Joseph Smith, americký teolog z 19. století.

## Vznik a pozadí
1. Nefi je součástí Knihy Mormonovy – náboženské knihy mormonského náboženství, která byla sepsána (přeložena) Josephem Smithem na počátku 19. století. O tom, zda je kniha skutečným historickým dokumentem, však panují pochyby.

## Autorství
Teorie o autorství většinou balancují mezi tím, zda je autorem knihy Joseph Smith, nebo starověký prorok Nefi. Kniha podle badatelů obsahuje jak starověké motivy (jako vnitřní literární systém – chiasmus), tak novodobé rysy (způsobené buďto moderním překladem nebo moderním autorstvím). Ve výsledku je otázka autenticity nejistá a pohledy ovlivněné náboženským pozadím. Největší mormonská církev, CJKSPD, zastává tradiční autorství knihy. Menší mormonská odnož, Kristova komunita, dává zase přednost moderním teoriím o pozdním původu.

### Mormonova redakce
Tradiční
postoj o autorství knihy 2. Nefi zastává názor, že text proroka Nefiho a
proroka Jákoba byl redigován (zpracován) dějepiscem Mormonem asi v
3. století n. l.

## Teorie o časovém sledu
Jelikož původní začátek Knihy Mormonovy byl ztracen (jde o tzv. „116 stránek“ Knihy Lehiovy), není zcela jasné, v jakém časovém sledu byly přeloženy dnešní knihy (části) v Knize Mormonově. Klasický pohled předpokládá, že Joseph Smith překládal (nebo vymýšlel) Knihu Mormonovu od 1. Nefiho (první části) až do knihy Moroni (poslední části). Určité množství badatelů a historiků však razí teorii „Mosiášova prvenství“.

## Forma
1. Nefi obsahuje mnoho rozličných literárních stylů (vyprávění, podobenství...). Autor knihy píše v „ich formě“ (tedy 1.osobě) a začíná celou knihu slovy: „Já, Nefi, byv zrozen z dobrých rodičů...“

## Děj
Děj 1. Nefiho začíná krátce před babylonskou invazí do Judei a Jeruzaléma. Nefiho otec Lehi i se svojí rozsáhlou rodinu a přáteli opouští hlavní město a utíká na Arabský poloostrov (do oblasti dnešního Jemenu a Ománu). Tam staví Nefi, tradiční autor knihy, popisující příběh v ich formě, velikou loď, na níž se všichni plaví do nové země.

## Zajímavosti
- Ježíš Kristus není v 1. Nefim nikdy nazván svým jménem. Prorok Nefi jej popisuje jako „syna Boha“, velkého proroka, mesiáše a spasitele světa. Není zcela jasné, zda je toto slovní užití způsobeno tím, že prorok Nefi používal pouze tyto tituly jako přívlastky, nikoliv jméno, nebo tím, že Joseph Smith daná slova přeložil podle vlastní inspirace. Například jméno Kristus i titul „mesiáš“ pochází ze stejného slova (obojí znamená „pomazaný“). Užívání těchto slov však mohl ovlivnit i původní jazyk (písmo) Knihy Mormonovy (tedy „jazyk Nefitů“).
- Některé kapitoly 1. Nefiho obsahují pasáže z tzv. Deuteroizajáše. Většina mormonů proto nevěří v teorii o 2–3 autorech knihy Izajáš, jelikož tradičně udávaný pisatel této knihy nemohl mít k dispozici texty z doby babylonského zajetí (děj knihy 1. Nefi začíná v roce 590 př. n. l., tedy po životě proroka Izajáše, avšak před životem údajného „neznámého proroka“, který je podle některých historiků autorem druhé poloviny knihy Izajáš).
- Text 1. Nefiho v 13. kapitole o vzniku Satanovy církve uprostřed pohanů vedla některé vedoucí a apoštoly CJKSPD k tvrzení, že římskokatolická církev je od Ďábla.[4][5]